# Torneo Albert Schweitzer 2004
Il Torneo Albert Schweitzer 2004 si è svolto nel 2004 nella città tedesca di Mannheim.

## Classifica finale
| Pos. | Squadra             |
| ---- | ------------------- |
|      | Turchia             |
|      | Argentina           |
|      | Spagna              |
| 4.   | Serbia e Montenegro |
| 5.   | Stati Uniti         |
| 6.   | Finlandia           |
| 7.   | Germania Under-18 A |
| 8.   | Polonia             |
| 9.   | Cina                |
| 10.  | Australia           |
| 11.  | Italia              |
| 12.  | Slovenia            |
| 13.  | Svezia              |
| 14.  | Paesi Bassi         |
| 15.  | Tunisia             |
| 16.  | Germania Under-18 B |